# Earthlings
Earthlings (în română - Pământenii) este un film documentar din 2005, ce prezintă consumul și tratarea animalelor de către umanitate ca animale de companie, hrană, îmbrăcăminte, divertisment, și pentru cercetarea științifică. Filmul este narat de Joaquin Phoenix, coloana sonoră e compusă de Moby, a fost regizat de Shaun Monson, și co-produs de Maggie Q, toți aceștia fiind vegani.

## Rezumat
Acoperind magazinele de animale, crescătoriile de pui și adăposturile de animale, precum și în fermele industriale, afacerile de piele și blană, sporturile cu animale și industria de divertisment, și în cele din urmă profesia medicală și științifică, Earthlings include imagini obținute prin utilizarea de camere video ascunse pentru a cronica practicile de zi cu zi ale unora dintre cele mai mari industrii din lume, toate acestea se bazându-se pe animale. Se face o paralelă între rasism, sexism, și specisism.

## Promovarea
Joaquin Phoenix a comentat despre documentar că, "Dintre toate filmele pe care le-am făcut vreodată, acesta este cel despre care oamenii ajung să vorbească cel mai mult. Fiecare persoana care vede Earthlings, va mai spune altor trei." Peter Singer, cel mai bine cunoscut pentru cartea sa Animal Liberation, afirmă "Dacă aș putea face toată lumea să vadă un film, i-aș face să vadă Earthlings" iar Tom Regan, "Pentru cei care urmăresc Earthlings, lumea nu va mai fi niciodată la fel."

## Premii
În 2005, Earthlings a avut premiera la Festivalul de Film Artivist, unde a câștigat premiul Cel Mai Bun Documentar, urmat de Festivalul Internațional de Film de la Boston, unde a câștigat Premiul Cel Mai Bun Conținut, iar la Festivalul de Film de la San Diego, a câștigat  premiul Cel Mai Bun Film Documentar, precum și Premiul Umanitar de Joaquin Phoenix, pentru munca sa la acest film.

## Vezi și
- Drepturile animalelor
- Bioetică
- Frontul de Eliberare a Animalelor
- Mișcarea pentru drepturile animalelor
- PETA